# Kurzperiodensystem

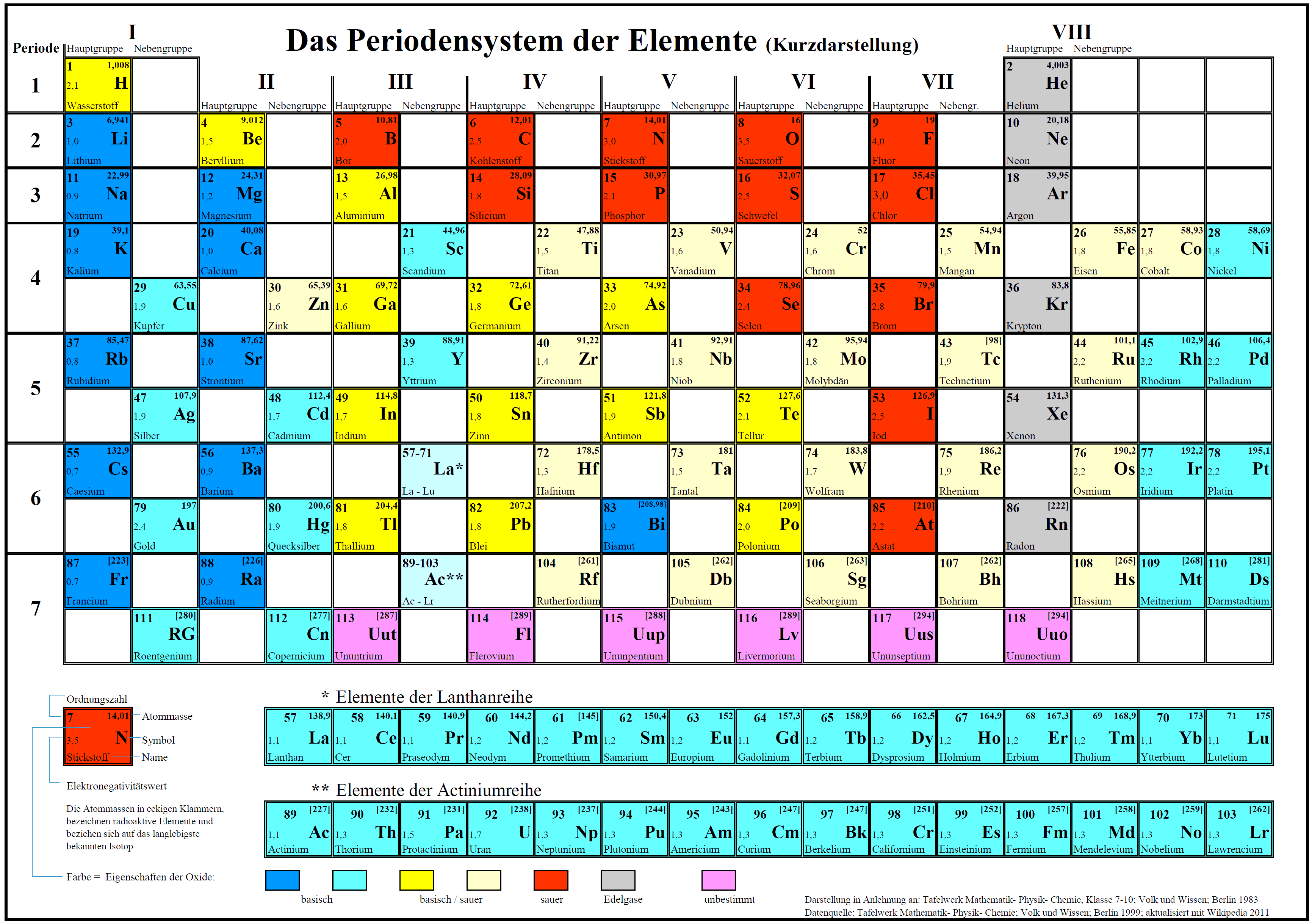
Aktuelles Kurzperiodensystem, in der Art wie es in den 1980er Jahren in DDR-Tafelwerken von Volk und Wissen zu finden war

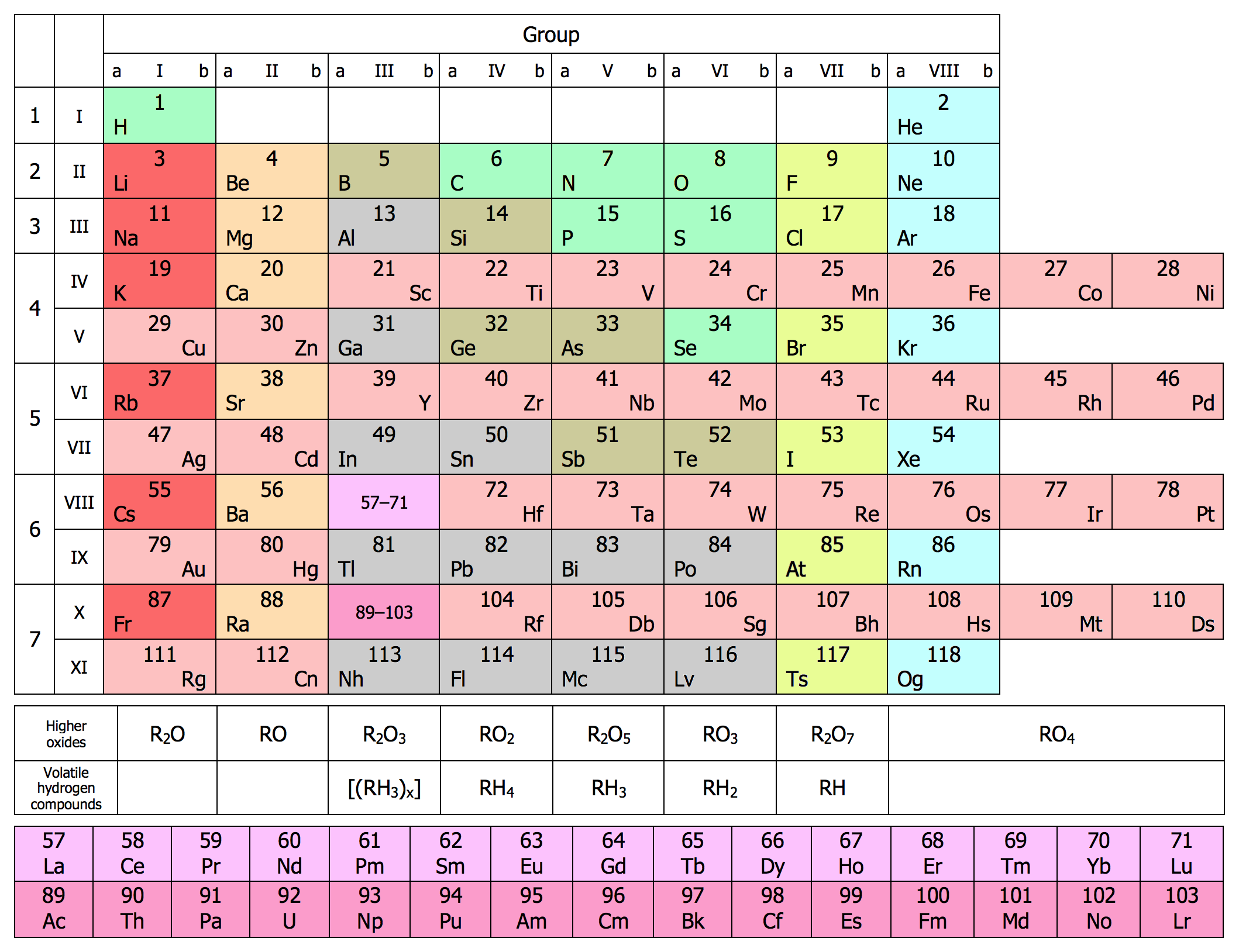
Darstellung eines Kurzperiodensystem mit deutlicher horizontaler Platzersparnis

Das Kurzperiodensystem ist eine Darstellungsform des Periodensystems der Elemente. Beim Kurzperiodensystem werden Haupt- und Nebengruppen ineinander verschachtelt dargestellt. Bei entsprechender Drucklegung ergab sich eine leichte Platzersparnis in der Breite.
Vor allem aber bietet sich die Möglichkeit, Haupt- und Nebengruppe gegenüberstellen zu können. Da die Kupfergruppe und die Zinkgruppe in dieser Darstellung die 1. und 2. Nebengruppe bilden, wird der Übergang von basischen zu sauren Elemenenten durch eine von links oben nach rechts unten verlaufenden Diagonalen von Übergangsmetallen deutlicher hervorgehoben als im Langperiodensystem. Die 8. bis 10. Nebengruppe wurden hier zur 8. Nebengruppe, der Eisen-Platin-Gruppe zusammengefasst; sie stehen ganz rechts außerhalb dieser Diagonalen.
Diese Darstellung des Periodensystems wurde vor allem in älteren Lehrbüchern verwendet, ist aber heute kaum noch zu finden.